# Liste der Baudenkmale in Nossendorf
In der Liste der Baudenkmale in Nossendorf sind alle denkmalgeschützten Bauten der Gemeinde Nossendorf (Mecklenburg-Vorpommern) und ihrer Ortsteile aufgelistet. Grundlage ist die Veröffentlichung der Denkmalliste des Landkreises Mecklenburgische Seenplatte (Auszug) vom 20. Januar 2017.

## Baudenkmale nach Ortsteilen

### Nossendorf
| ID           | Lage              | Bezeichnung            | Beschreibung | Bild           |
| ------------ | ----------------- | ---------------------- | --- | -------------- |
| 870 Wikidata | Hauptstraße       | Kirche mit             | Frühgotische Backsteinkirche vom 13./14. Jahrhundert mit ca. 2,5 Meter hohem Feldsteinsockel; Chor mit östl. 5/10 Abschluss; guadr. Westturm mit Pyramidendach; Zerfall nach 1945 und Restaurierung von Chor und Turm ab 1993. 2012 Wiedererrichtung des historischen Kirchturms. | Weitere Bilder |
| 870          |                   | Friedhof,              | |                |
| 870          |                   | Grabsteinen um 1800,   | |                |
| 870          |                   | Grabwangen 17./18. Jh. | |                |
| 871          | Hauptstraße 23    | ehem. Küsterschule mit | |                |
| 871          |                   | Nebengebäude           | |                |
| 1216         | Alte Poststraße 3 | ehem. Gutshaus         | | ehem. Gutshaus |

### Medrow
| ID  | Lage          | Bezeichnung                 | Beschreibung | Bild           |
| --- | ------------- | --------------------------- | --- | -------------- |
| 798 | Lindenallee 9 | Gutshaus mit                | 2-gesch., 13-achs., unsanierter Putzbau von 1840 mit Mezzaningeschoss, der hofseitig, mittige 4-gesch. Turmanbau wurde um 2 Geschosse abgetragen, nach 1945 Wohnhaus; Gut u. a. der Familien von Pfuhl, Grafen Meyerfeldt, von Hagenow (ab Mitte 18. Jh., 1648–1845 schwedisches Lehen) und von Witzleben (ab 1876 bis 1945), danach aufgesiedelt. |                |
| 798 |               | Gutspark                    | |                |
| 799 | Schulweg      | Kirche mit                  | Frühgotische Feldsteinkirche; Tür- und Fenstereinfassungen in Backstein; Chor mit Kreuzgewölbe und Kirchenschiff mit Flachdecke; spätgotisches Holzkruzifix. | Weitere Bilder |
| 799 |               | Glockenstuhl (Glockenhaus)  | | Weitere Bilder |
| 799 |               | Grabkapelle                 | |                |
| 800 | L 27          | Meilenstein (Meilenobelisk) | |                |
| 801 | L 27          | Meilenstein (Meilenobelisk) | |                |
| 802 | L 27          | Meilenstein (Meilenobelisk) | |                |
| 803 | L 27          | Meilenstein (Meilenobelisk) | |                |

### Toitz
| ID   | Lage               | Bezeichnung                      | Beschreibung                                                                                              | Bild |
| ---- | ------------------ | -------------------------------- | --- | ---- |
| 1086 | Toitzer Waldstraße | Friedhof mit                     | |      |
| 1086 |                    | Grabmal Familie von Wendorff und | |      |
| 1086 |                    | Kapelle                          | |      |
| 1087 | Am Teich 45        | Gutshaus und                     | Gutshaus der Familie Wendorff von 1838, welches um 1900 stark verändert wurde; nach 1945 LPG Max-Reimann. |      |
| 1087 |                    | Park                             | |      |

### Volksdorf
| ID   | Lage           | Bezeichnung                             | Beschreibung | Bild        |
| ---- | -------------- | --------------------------------------- | ------------ | ----------- |
| 1124 | Zum Kanal 2, 3 | Gutshaus                                |              |             |
| 1125 | Kirchweg       | Kapelle mit                             |              | Kapelle mit |
| 1125 | Kirchweg       | Friedhof,                               |              |             |
| 1125 | Kirchweg       | Feldsteinmauer,                         |              |             |
| 1125 | Kirchweg       | sieben klassizistische Grabstelen und   |              |             |
| 1125 | Kirchweg       | Glocke (in neuerrichtetem Glockenstuhl) |              |             |
| 1126 | Kirchweg 3     | Wohnhaus mit                            |              |             |
| 1126 |                | Nebengebäude                            |              |             |

## Quelle
- Karte der Baudenkmale im Geoportal des Landkreises